# Ichneumon lividicornis
Ichneumon lividicornis är en stekelart som beskrevs av Gmelin 1790. Ichneumon lividicornis ingår i släktet Ichneumon och familjen brokparasitsteklar. Inga underarter finns listade i Catalogue of Life.